# Two Sentence Horror Stories
Two Sentence Horror Stories es una serie de televisión de antología estadounidense. La serie fue adquirida por The CW para su emisión en los Estados Unidos a mediados de 2019 y se estrenó el 8 de agosto de 2019, después de que la serie iba a ser emitida originalmente en CW Seed.

## Premisa
La primera temporada consta de diez episodios de 30 minutos, cada uno de los cuales tiene una trama y unos personajes autónomos. La serie comenzó como una serie de cinco cortometrajes antes de ser adaptada por The CW como una serie regular.

## Episodios

### Temporadas
| Temporada | Temporada | Episodios | Episodios | Emisión original    | Emisión original         |
| Temporada | Temporada | Episodios | Episodios | Primera emisión     | Última emisión           |
| --------- | --------- | --------- | --------- | ------------------- | ------------------------ |
|           | 1         | 10        | 10        | 8 de agosto de 2019 | 19 de septiembre de 2019 |
|           | 2         | 10        | 10        | 12 de enero de 2021 | 16 de febrero de 2021    |

### Temporada 1 (2019)
| N.º en serie | N.º en temp. | Título                                 | Dirigido por                                                 | Escrito por                                            | Fecha de emisión original | Audiencia (millones) |
| --- | ------------ | -------------------------------------- | ------------------------------------------------------------ | ------------------------------------------------------ | ------------------------- | -------------------- |
| 1 | 1            | «Gentleman» «Caballero»                | Natalia Iyudin                                               | C.S. McMullen                                          | 8 de agosto de 2019       | 0.60                 |
| «Estaba tiesa y fría en mis brazos. Y entonces la muñeca parpadeó» Un asesino en serie que ataca y mata a madres solteras se obsesiona y acecha a una víctima potencial después de que ella lo rechaza. Elenco: Nicole Kang como Hana, Jim Parrack como Ken |              |                                        |                                                              |                                                        |                           |                      |
| 2 | 2            | «Squirm» «Repugnancia»                 | Vera Miao                                                    | Vera Miao                                              | 8 de agosto de 2019       | 0.60                 |
| «Sentí que mi piel se arrastraba. Entonces vi la cabeza del gusano atravesarla» Después de una fiesta en la oficina, una joven asistente de oficina se despierta en su cama sin recordar cómo llegó a su casa o quién la drogó con sus bebidas, lo que lleva a su cordura a quebrarse lentamente mientras trata de resolver este misterio. Elenco: Tara Pacheco como Keisha, Sathya Sridharan como Sanjay, Christopher Shyer como Doug |              |                                        |                                                              |                                                        |                           |                      |
| 3 | 3            | «Legacy» «Legado»                      | Vera Miao                                                    | Pornsak Pichetshote                                    | 15 de agosto de 2019      | 0.48                 |
| «Nunca te dejaré susurró mi esposo mientras se metía en la cama anoche. Me desperté jadeando mientras el traje con el que estaba enterrado se retorcía alrededor de mi cuello» El fantasma de un esposo abusivo, recientemente fallecido, sigue persiguiendo y atormentando a su esposa y familia después de su muerte. Elenco: Wai Ching Ho como Ma, Benjamin Ye como Bao Bao/Joven Jin, Kimberley Wong como Angela, Fang Du como Harold, Suo Liu como Jin |              |                                        |                                                              |                                                        |                           |                      |
| 4 | 4            | «Hide» «Escondite»                     | Rania Attieh & Daniel Garcia                                 | Leon Hendrix III, Sehaj Sethi & Stephanie Adams-Santos | 15 de agosto de 2019      | 0.48                 |
| «Toc, toc, lo he oído. Pero los monstruos ya habían encontrado su camino dentro» Una mujer hispana contratada para cuidar a una niña autista durante la noche hace todo lo posible para protegerla de un allanamiento de morada que involucra a dos figuras enmascaradas, y que lleva a una situación brutal de gato y ratón, matando o siendo asesinado. Elenco: Greta Quispe como Araceli, Zaria Degenhardt como Gracie, Kyli Zion como 'Rojo', Sarah Irwin como 'Amarillo' |              |                                        |                                                              |                                                        |                           |                      |
| 5 | 5            | «Scion» «Vástago»                      | Natalia Iyudin                                               | Sehaj Sethi                                            | 22 de agosto de 2019      | 0.45                 |
| «Le estreché la mano, cerrando el trato. El Diablo sonrió, prometiéndome el mundo» Un adolescente gay con cáncer es enviado por sus padres adinerados a una clínica privada para recibir tratamiento, solo para enterarse de que el lugar y el personal tiene una agenda siniestra para él. Elenco: Kate Jennings como la Dra. Lucie, Uly Schlesinger como Noah, Luka Kain como Isaac, Stanley Simons como Izzy |              |                                        |                                                              |                                                        |                           |                      |
| 6 | 6            | «Tutorial»                             | Tayarisha Poe                                                | C.S. McMullen                                          | 29 de agosto de 2019      | 0.42                 |
| «No cerré mi puerta con llave esa noche. Hizo mucho más fácil atrapar a mi presa» Filmada enteramente desde el punto de vista de múltiples cámaras de vídeo y web, una joven video bloguera se encuentra al acecho de un intruso en su propia casa. Elenco: Aleyse Shannon como Karine, Guillermo Arribas como Jason y Guillian Gioiello como Shawn. |              |                                        |                                                              |                                                        |                           |                      |
| 7 | 7            | «Only Child» «Hijo único»              | Nikyatu                                                      | Leon Hendrix III                                       | 5 de septiembre de 2019   | 0.57                 |
| «Mi nieto obtuvo su gran y hermosa sonrisa de mi parte. Nunca vacila en su cara mientras me ve morir» Una anciana haitiana se muda con su hijo separado y su familia, solo para sospechar que algo no está del todo bien con el joven nieto, de quien la mujer sospecha que está poseído por un demonio. Elenco: Sharon Hope como la Abuela Desi, Pepper Binkley como Emily, Guy Lockard como John, Jaiden Smith como Rex |              |                                        |                                                              |                                                        |                           |                      |
| 8 | 8            | «Little Monsters» «Pequeños monstruos» | Tayarisha Poe                                                | Vera Miao                                              | 12 de septiembre de 2019  | 0.55                 |
| «Escucho a mi madre gritarme que venga a cenar. Cuando salgo por la puerta, me toma del brazo y me dice: No entres en la cocina, cariño, no soy yo» Un demonio cambiante, al que los adultos no pueden ver, acecha a tres niños pequeños y vulnerables que viven en un proyecto de viviendas de bajos ingresos de la ciudad de Nueva York. Elenco: Mikelle Wright-Matos como Khalil, Melinda Mo como May, Vegas Chiddick como Marcus, Anissa Felix como Tania, Prudence Wright Holmes como el demonio/vieja Lady, John Speredakos como el demonio/el hombre del traje, Dolores Fleming como la mujer de la antigua ciudad, Rachel Lu como la madre de May y Amorika Amoroso como la vecina |              |                                        |                                                              |                                                        |                           |                      |
| 910 | 910          | «Trilogy» «Trilogía»                   | Vera Miao ('Ma' y 'Singularity') J.D. Dillard ('Guilt Trip') | Vera Miao                                              | 19 de septiembre de 2019  | 0.55                 |
| Un final de temporada en tres partes con tres episodios de la temporada anterior en CW Seed. «Ma»: Mona es una joven china sexualmente reprimida que vive con su madre inválida en un proyecto de vivienda urbana, que parece atrapada en su situación de vida y que tiene varios secretos. «Guilt Trip»: Michelle es una joven que lleva a un desconocido, llamado Jayson, después de ver que como la policía lo maltrata, pero tanto Jayson como Michelle tienen una agenda oculta para el otro. «Singularity»: Nala es una hacktivista transexual que está obsesionada con el Internet así como con sus inexplicables sueños relacionados con un niño desaparecido. Elenco: Ma: Wei-Yi Lin como Mona, Mardy Ma como Ma, Ayesha Harris como Erica. Guilt Trip: Hannah Barlow como Michelle, Gentry White como Jayson, William Charlton como Frank, Lauri Hendler como Len. Singularity: Jen Richards como Nala, Bobby Naderi como George, Cameron Corona como Ben, Will Beinbrink como Lorne. |              |                                        |                                                              |                                                        |                           |                      |

### Temporada 2 (2021)
| N.º en serie | N.º en temp. | Título             | Dirigido por                 | Escrito por                            | Fecha de emisión original | Audiencia (millones) |
| --- | ------------ | ------------------ | ---------------------------- | -------------------------------------- | ------------------------- | -------------------- |
| 11 | 1            | «Bag Man»          | Kimani Ray Smith             | Vera Miao & Leon Hendrix III           | 12 de enero de 2021       | 0,52                 |
| Un grupo de cinco estudiantes muy diferentes que están pasando el sábado en detención, son acosados por una criatura demoníaca. Elenco: Bzhaun Rhoden como Winton, Doralynn Mui como Zee, Keeya King como Gabbi, Hunter Dillon como Sam, M.J. Kokolis como Jax, Rob LaBelle como el director Gallo                                                                         |              |                    |                              |                                        |                           |                      |
| 12 | 2            | «Elliot»           | Chase Joynt                  | Stephanie Adams-Santos                 | 12 de enero de 2021       | 0,45                 |
| Un estudiante transgénero recibe una forma mágica de enfrentarse a los bullies por parte de una misteriosa encargada de limpieza. Elenco: James Goldman como Elliot, Janet Kidder como Encargada de Limpieza, David Lewis como Director Meyers |              |                    |                              |                                        |                           |                      |
| 13 | 3            | «Instinct»         | Kailey Spear & Sam Spear     | Sehaj Sethi                            | 19 de enero de 2021       | 0,61                 |
| Un trabajador freelance, contratado para pintar el interior de un departamento, comienza a sospechar que la última persona en contratarlo puede ser un asesino en serie. Elenco: Sunita Prasad como Anika, Tyler Johnston como Patrick, Leanne Lapp como Holly |              |                    |                              |                                        |                           |                      |
| 14 | 4            | «Imposter»         | Jen Liao                     | Pornsak Pichetshote                    | 19 de enero de 2021       | 0,44                 |
| El único empleado asiático americano de una compañía de inversiones está a punto de recibir un gran premio cuando empieza a ser acosado por una persona muy parecida. Elenco: Lou Ticzon como Charles, Emily Tennant como Jennifer, David Lennon como Bradley, Jasmine Vega como Tala, Carolyn Fe como Darna, Andrew Airlie como Arthur, Gordon Cormier como Charles joven |              |                    |                              |                                        |                           |                      |
| 15 | 5            | «Quota»            | Lynne Stopkewich             | Melody Cooper                          | 26 de enero de 2021       | 0,52                 |
| En la víspera de Navidad, un misterioso virus se desata en el depósito de una compañía de comercio electrónico, el cual convierte a los infectados en locos asesinos. Elenco: Sabryn Rock como Sarah, Marci T. House como Tina, Duncan Ollerenshaw como Doyle, Don Mike como Gus, Matty Finochio como Daniel                                                               |              |                    |                              |                                        |                           |                      |
| 16 | 6            | «Fix»              | Rania Attieh & Daniel Garcia | Kristine Huntley                       | 26 de enero de 2021       | 0,35                 |
| Un joven gay a adicto a las drogas visita a su hermana, con quien está alejado. Allí, comienza a sospechar que ella puede estar poseída por un demonio. Elenco: Kevin Alves como Jackson, Nicole Muñoz como Sofia, Albert Nicholas como Reza |              |                    |                              |                                        |                           |                      |
| 17 | 7            | «Essence»          | Bola Ogun                    | Megan Rosati                           | 2 de febrero de 2021      | 0,50                 |
| Una joven que trabaja en un salón de belleza empieza a sospechar que algo extraño sucede en el salón donde trabaja= Elenco: Chiara Guzzo como Mina, Christin Park como Tran, Laura Mennell como Kora, Patricia Isaac como Jessica |              |                    |                              |                                        |                           |                      |
| 18 | 8            | «El Muerto»        | Rania Attieh & Daniel Garcia | Carlos Foglia & Lucy Luna              | 9 de febrero de 2021      | 0,47                 |
| Una joven latina es aterrorizada por tenebrosos fantasmas en la morgue en donde trabaja su madre. Elenco: Isla Sunar como Laura, Michelle Arvizu como Grace, Carlos Albornoz como Antonio |              |                    |                              |                                        |                           |                      |
| 19 | 9            | «Ibeji»            | Bola Ogun                    | Melody Cooper & Stephanie Adams-Santos | 16 de febrero de 2021     | 0,44                 |
| Luego de sufrir un ACV, una mujer nigerio-americana es perseguida por una entidad que embruja un hospital para personas de bajos recursos, mientras su hermana busca una forma de detenerla= Elenco: Martyne Musau como Eneh, Nicole Nwokolo como Adaora, Devyn Dalton como Fantasma, Balinder Johal como Paciente Anciano, Angela Moore como Lucy                         |              |                    |                              |                                        |                           |                      |
| 20 | 10           | «Manifest Destiny» | Kimani Ray Smith             | Ryan Harris & Migizi Pensoneau         | 16 de febrero de 2021     | 0,37                 |
| Un podcaster nativo americano visita junto a su novia una atracción que recrea el Viejo Oeste. Sin embargo, la atracción se vuelve real cuando el espíritu de un comisario racista posee a los actores. Elenco: Joel Oulette como Jeremy, Christie Burke como Rosalie, Brian Cyburt como Chad, Matreya Scarrwener como Claire, Steve Bacic como Comisario Stone            |              |                    |                              |                                        |                           |                      |

## Recepción

### Crítica
En Rotten Tomatoes la serie tiene un índice de aprobación del 67%, basado en 6 reseñas, con una calificación promedio de 6.67/10.

### Audiencias

#### Temporada 1
| N.º  | Título            | Fecha de emisión         | ÍA/CP (18–49) | Audiencia (millones) | DVR (18–49) | Audiencia DVR (millones) | Total (18–49) | Audiencia total (millones) |
| ---- | ----------------- | ------------------------ | ------------- | -------------------- | ----------- | ------------------------ | ------------- | -------------------------- |
| 1    | «Gentleman»       | 8 de agosto de 2019      | 0.1/1         | 0.60                 | 0.0         | 0.14                     | 0.1           | 0.76                       |
| 2    | «Squirm»          | 8 de agosto de 2019      | 0.1/1         | 0.60                 | 0.0         | 0.14                     | 0.2           | 0.80                       |
| 3    | «Legacy»          | 15 de agosto de 2019     | 0.1/1         | 0.48                 | 0.0         | 0.08                     | 0.1           | 0.57                       |
| 4    | «Hide»            | 15 de agosto de 2019     | 0.1/1         | 0.48                 | 0.0         | 0.07                     | 0.1           | 0.56                       |
| 5    | «Scion»           | 22 de agosto de 2019     | 0.1/1         | 0.45                 | 0.1         | 0.09                     | 0.1           | 0.54                       |
| 6    | «Tutorial»        | 29 de agosto de 2019     | 0.1/1         | 0.42                 | 0.0         | 0.07                     | 0.1           | 0.49                       |
| 7    | «Only Child»      | 5 de septiembre de 2019  | 0.1/1         | 0.57                 | 0.0         | 0.13                     | 0.1           | 0.70                       |
| 8    | «Little Monsters» | 12 de septiembre de 2019 | 0.1/1         | 0.55                 | 0.0         | 0.15                     | 0.1           | 0.70                       |
| 9–10 | «Trilogy»         | 19 de septiembre de 2019 | 0.1/1         | 0.53                 | 0.0         | 0.10                     | 0.1           | 0.66                       |

#### Temporada 2
| N.º | Título             | Fecha de emisión      | ÍA/CP (18–49) | Audiencia (millones) | DVR (18–49) | Audiencia DVR (millones) | Total (18–49) | Audiencia total (millones) |
| --- | ------------------ | --------------------- | ------------- | -------------------- | ----------- | ------------------------ | ------------- | -------------------------- |
| 1   | «Bag Man»          | 12 de enero de 2021   | 0,1           | 0,52                 | —           | —                        | —             | —                          |
| 2   | «Elliot»           | 12 de enero de 2021   | 0,1           | 0,45                 | —           | —                        | —             | —                          |
| 3   | «Instinct»         | 19 de enero de 2021   | 0,1           | 0,61                 | —           | —                        | —             | —                          |
| 4   | «Imposter»         | 19 de enero de 2021   | 0,1           | 0,44                 | —           | —                        | —             | —                          |
| 5   | «Quota»            | 26 de enero de 2021   | 0,1           | 0,52                 | —           | —                        | —             | —                          |
| 6   | «Fix»              | 26 de enero de 2021   | 0,1           | 0,35                 | —           | —                        | —             | —                          |
| 7   | «Essence»          | 2 de febrero de 2021  | 0,1           | 0,50                 | —           | —                        | —             | —                          |
| 8   | «El Muerto»        | 9 de febrero de 2021  | 0,1           | 0,47                 | —           | —                        | —             | —                          |
| 9   | «Ibeji»            | 16 de febrero de 2021 | 0,1           | 0,44                 | —           | —                        | —             | —                          |
| 10  | «Manifest Destiny» | 16 de febrero de 2021 | 0,1           | 0,37                 | —           | —                        | —             | —                          |